# Woman on the Beach
Pour plus de détails, voir Fiche technique et Distribution.
Woman on the Beach (hangeul : 해변의 여인 ; hanja : 海邊의 女人 ; RR : Haebyonui yoin ; MR : Haebyŏn'ŭi Yŏin ; litt. « Femme sur la plage ») est un film sud-coréen réalisé par Hong Sang-soo, sorti en 2006.
Il est présenté au festival du film asiatique de Deauville en 2007, dans la section « Le panorama ».

## Synopsis
Joong-rae, réalisateur sud-coréen, en pleine préparation de son prochain film., ne parvenient pas à finir son scénario. Il décide de partir à Shinduri, une station balnéaire de la côte ouest pour trouver l'inspiration. Il demande à son ami, chef décorateur, Chang-wook, de l'accompagner. Mais ce dernier emmène avec lui sa petite amie, Moon-sook, une compositrice. Celle-ci, déjà admiratrice des films de Joong-rae, ne tarde pas à céder aux avances du réalisateur.

## Fiche technique
Sauf indication contraire ou complémentaire, les informations mentionnées dans cette section peuvent être confirmées par la base de données KMDb
- Titre original : 해변의 여인
- Titre international et français : Woman on the Beach
- Réalisation et scénario : Hong Sang-soo
- Musique : Jeong Yong-jin
- Production : Oh Jung-wan
- Production déléguée : Jo Jin-a
- Photographie : Kim Hyung-koo
- Son : Lee Seung-chul
- Montage : Ham Sung-won
- Société de production : Bom Film Productions
- Sociétés de distribution : Mirovision (Corée du Sud) ; Sophie Dulac Distribution (France)
- Pays de production :  Corée du Sud
- Langue originale : coréen
- Format : couleur - 1,85:1 - 35 mm - son Dolby Digital
- Genre : comédie dramatique, romance
- Durée : 127 minutes
- Dates de sortie :
  - Corée du Sud : 31 août 2006
  - France : 31 mars 2007 (Festival du film asiatique de Deauville) ; 20 août 2008 (sortie nationale)

## Distribution
- Kim Seung-woo : Kim Joong-rae
- Go Hyun-jung : Kim Moon-sook
- Song Seon-mi : Choi Seon-hee
- Kim Tae-woo : Won Chang-wook
- Choi Ban-ya : l'ami de Sun-hee
- Moon Sung-keun : une voix

## Distinctions

### Récompenses
- Cine21 2006[1] :
  - Meilleur film de l'année
  - Meilleure photographie de l'année
  - Meilleure actrice débutante de l'année pour Go Hyun-jung

- Director's Cut Awards 2006 : meilleur réalisateur Hong Sang-soo[1]

- Pusan Film Critics Awards 2006[2] :
  - Meilleur acteur dans un second rôle pour Kim Tae-woo
  - Meilleure actrice débutante pour Go Hyun-jung

- Festival international du film de Mar del Plata 2007 : meilleur réalisateur Hong Sang-soo[1]

### Nominations
- Festival international du film de Mar del Plata 2007 : meilleur film[1]
- Grand Bell Awards 2007 : meilleure actrice débutante pour Go Hyun-jung[1]